# Squamocnus
Genre
Squamocnus est un genre d'holothuries (concombres de mer) de la famille des Cucumariidae. 

## Liste des espèces
Selon World Register of Marine Species (20 septembre 2020) :
- Squamocnus aureoruber O'Loughlin & O'Hara, 1992
- Squamocnus brevidentis (Hutton, 1872)
- Squamocnus luteus O'Loughlin & Alcock, 2000
- Squamocnus niveus O'Loughlin & Alcock, 2000